# Заднепровский, Андрей Вячеславович
Андре́й Вячесла́вович Заднепро́вский (лит. Andrejus Zadneprovskis, родился 31 августа 1974 года в Калининградe, СССР) — известный литовский пятиборец, серебряный призёр Олимпиады 2004 года и бронзовый призёр Олимпиады 2008 года в личном зачёте. Трёхкратный чемпион мира (2000 и 2004 — в личном зачёте, 2006 — в командном).

## Биография
Родился в Калининграде, а начал заниматься современным пятиборьем в Каунасской спортивной школе. Первый тренер — Эдмундас Маргелявичюс. В 1994 на чемпионате мира среди юниоров в Толедо выиграл золотую медаль в эстафете и командном зачете. С 1996 года тренировался в Литовском олимпийском спортивном центре под руководством Юрия Москвичева. Закончил Литовскую полицейскую академию, в 2002 году получил степень магистра социальной работы в Литовском университете права. Служил старшим патрульным в Конной роте патрульной службы Полиции общественного порядка Главного комиссариата города Вильнюса. В 2010 году из-за травмы колена уволился из полиции и ушёл из большого спорта. С 2011 года работает тренером в Литовском олимпийском спортивном центре.

## Семья
Жена — Лаура Асадаускайте, олимпийская чемпионка по современному пятиборью. Дочь — Адриана, родилась в 2010 году. Вторая дочь — Анастасия, родилась в 2002.

## Награды
- Большой командорский крест ордена «За заслуги перед Литвой» (27 августа 2008 года)[1].
- Командор ордена Великого князя Литовского Гядиминаса (1 июля 2000 года)[2].
- Командор ордена «За заслуги перед Литвой» (31 августа 2004 года)[3].
- Офицер ордена Великого князя Литовского Гядиминаса (28 августа 1997 года)[4].
- Кубок Президента Литовской Республики (24 января 2001 года)[5].